# Brøstadbotn
Brøstadbotn es una localidad y es el centro administrativo del municipio de Dyrøy en Troms, Noruega. Está ubicada en la Noruega continental, a lo largo del estrecho de Dyrøysund, teniendo al suroeste la isla de Dyrøya.  El puente de Dyrøy está al oeste del pueblo. La iglesia de Brøstad se localiza aquí. Una de las principales industrias es la de productos electrónicos.